# جشنواره فیلم کن ۱۹۶۸
بیست یکمین دوره جشنواره فیلم کن در این دوره به خاطر اعتراض های جنبش دانشجویی-کارگری مه ۱۹۶۸ فرانسه نخل طلا داده نشد . 

## هیئت داوران
- آندره شامسون
- مونیکا ویتی
- کلود اولین
- ژان لسکور
- لویی مال
- رومن پولانسکی
- ترنس یانگ

## کاندیدای نخل طلا
- Seduto alla sua destra - والریو زورلینی
- ۲۴ ساعت در زندگی یک زن - Dominique Delouche
- آنا کارنینا (فیلم ۱۹۶۷) - الکساندر زارخی
- Banditi a Milano - کارلو لیتزانی
- Charlie Bubbles - آلبرت فینی
- سرخ و سفید - میکلوش یانچو
- قصر - رودلف نلته
- Doktor Glas - مای زترلینگ
- مواجهه - میکلوش یانچو
- Here We Go Round the Mulberry Bush - کلایو دانر
- I protagonisti - مارچلو فونداتو
- دوستت‌دارم، دوستت‌دارم - آلن رنه
- یخ در بهشت نعنایی - کارلوس سائورا
- Petulia - ریچارد لستر
- Rozmarné léto - ییری منتسل
- Tuvia Vesheva Benotav - مناهم گولان
- دختری سوار بر موتورسیکلت - جک کاردیف
- پایان روز طولانی - پیتر کالینسن (کارگردان فیلم)
- سه‌گانه - فرانک پری
- Yabu no naka no kuroneko - کانه‌تو شیندو

## برندگان
به خاطر وقایع مه ۱۹۶۸ فرانسه برنده اعلام نشد 